# الفلسفة والأدب

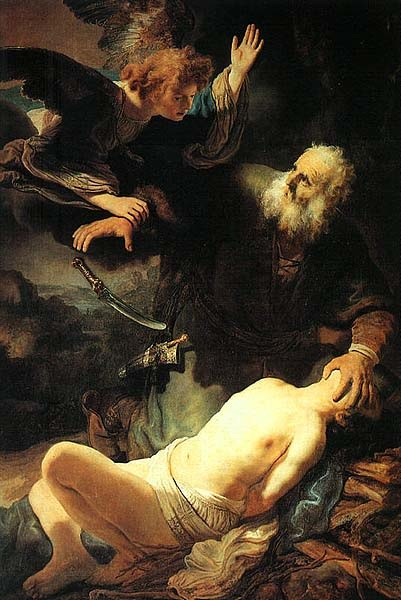
ابراهيم يذبح ابنه اسماعيل

تنطوي الفلسفة والأدب على المعالجة الأدبية للفلاسفة والمواضيع الفلسفية (أدب الفلسفة)، والمعالجة الفلسفية للقضايا التي يثيرها الأدب (فلسفة الأدب).

## فلسفة الأدب
فلسفة الأدب هي فرع من الجماليات بالمعنى الدقيق للكلمة، وهو فرع الفلسفة الذي يتعامل مع سؤال «ما هو الفن؟» ركزت الكثير من الفلسفة الجمالية بشكل تقليدي على الفنون التشكيلية أو الموسيقى على حساب الفنون اللفظية. يسعى أغلب النقاش التقليدي للفلسفة الجمالية في الواقع إلى وضع معايير للجودة الفنية دون النظر إلى الموضوع الذي يتم تصويره. نظرًا إلى أن جميع الأعمال الأدبية -بحكم تعريفها تقريبًا- تحتوي على محتوى نظري، فإن النظريات الجمالية التي تعتمد على الصفات الرسمية البحتة تميل إلى التغاضي عن الأدب.
إن وجود السرد ذاته يثير قضايا فلسفية. ففي السرد يمكن للمبدع أن يجسد، ويمكن للقراء أن يتخيلوا شخصيات خيالية، وحتى كائنات أو تقنيات رائعة. إن قدرة العقل البشري على تخيل هذه الشخصيات الخيالية وحتى تجربة التعاطف معها هي نفسها تكشف عن طبيعة العقل البشري. يمكن اعتبار بعض القصص الخيالية بمثابة تجربة فكرية في الأخلاق: فهي تصف الشخصيات الخيالية ودوافعها وأفعالها وعواقب أفعالها. في ضوء ذلك اختار بعض الفلاسفة مختلف أشكال السرد لتلقين فلسفتهم.

### الأدب واللغة
يعتقد أفلاطون -على سبيل المثال- أن الثقافة الأدبية وحتى كلمات الموسيقى الشعبية كان لها تأثير قوي على النظرة الأخلاقية للمستهلكين. يعرض أفلاطون في الجمهورية عداءً قويًا لمحتويات الثقافة الأدبية في فترته، ويقترح رقابة قوية على الأدب الشعبي في يوتوبيا.
اتخذ الفلاسفة من مختلف المشارب في الآونة الأخيرة مقاربات مختلفة وأقل عدوانية تجاه الأدب. كانت الفلسفة الغربية منشغلة بمسألة جوهرية في نظرية المعرفة منذ عمل التجريبيين البريطانيين وإيمانويل كانط في أواخر القرن الثامن عشر، ألا وهي: مسألة العلاقة بين الأفكار في العقل البشري والعالم الموجود خارج العقل، وإذا كان ذلك العالم موجوداً أصلاً. تحولت هذه القضايا المعرفية في السنوات الأخيرة بدلاً من ذلك إلى مناقشة مطولة للكلمات والمعنى: هل تستطيع اللغة في الواقع سد الحاجز بين العقول؟ هذه المجموعة من القضايا المتعلقة بمعنى اللغة والكتابات يطلق عليها أحيانًاً اسم الانعطاف اللغوي.
ارتفعت التقنيات والأدوات المطورة للنقد الأدبي والنظرية الأدبية على هذا النحو إلى درجة أكبر في الفلسفة الغربية في أواخر القرن العشرين. اهتم الفلاسفة من مختلف المشارب بالأدب أكثر مما فعل أسلافهم. سعى البعض إلى دراسة مسألة ما إذا كان من الممكن حقًا التواصل باستخدام الكلمات، وما إذا كان من الممكن توصيل المعنى المقصود للمؤلف إلى القارئ. سعى آخرون إلى استخدام الأعمال الأدبية كأمثلة للثقافة المعاصرة، وسعوا إلى الكشف عن المواقف اللاواعية التي شعروا بها في هذه الأعمال لغرض النقد الاجتماعي.

### حقيقة الخيال
تطرح الأعمال الأدبية أيضًا قضايا تتعلق بالحقيقة وفلسفة اللغة. من الشائع في الرأي المثقف أنه صحيح أن شيرلوك هولمز عاش في لندن. (انظر ديفيد لويس «الحقيقة في الخيال»، الفلسفة الأمريكية الفصلية، المجلد 15. رقم 1، يناير 1978) ويُعتبر صحيحًا أن صموئيل بيبيز عاش في لندن. ومع ذلك لم يعش شيرلوك هولمز في أي مكان على الإطلاق؛ إنه شخصية خيالية. على عكس ذلك حُكم على صموئيل بيبيز بأنه شخص حقيقي. الاهتمام المعاصر في هولمز وفي بيبيز يتشارك في أوجه تشابه قوية. فالسبب الوحيد الذي يجعل أي شخص يعرف أيًا من أسمائهما هو الاهتمام الدائم بقراءة أفعالهما وكلماتهما المزعومة. تنشأ مشاكل أخرى فيما يتعلق بالقيمة الحقيقة للكتابات حول العوالم الخيالية والشخصيات التي يمكن تضمينها ولكن لم يتم ذكرها صراحة في أي مكان من مصادر معرفتنا بها، مثل أن لشرلوك هولمز رأس واحدة فقط، أو أن شرلوك هولمز لم يسافر إلى القمر أبدًا.

## أدب الفلسفة

### قصائد فلسفية
قام عدد من الشعراء بكتابة قصائد عن مواضيع فلسفية، وقد عبر بعض الفلاسفة المهمين عن فلسفتهم في قصائد شعرية.

### الخيال الفلسفي
تعهد بعض الفلاسفة بكتابة الفلسفة في شكل خيال، مثل الروايات والقصص القصيرة. وهذا واضح في وقت مبكر من أدب الفلسفة، إذ كتب فلاسفة مثل أفلاطون حوارات تناقش فيها شخصيات خيالية مواضيع فلسفية؛ ويظهر سقراط في كثير من الأحيان كبطل في حوارات أفلاطون، والحوارات هي واحدة من المصادر الرئيسية لمعرفتنا بتعاليم سقراط، على الرغم من أنه يكون من الصعب في بعض الأحيان التمييز بين المواقف الفعلية لسقراط وبين مواقف أفلاطون. أنتج العديد من الكتاب المسيحيين الأوائل بمن فيهم أوغسطين وبوثيوس وبيتر أبيلارد حوارات؛ وكتب العديد من الفلاسفة الحديثين الأوائل مثل جورج بيركلي وديفيد هيوم من حين لآخر في هذا النوع.
لجأ فلاسفة آخرون إلى السرد للحصول على تعاليمهم. فكتب الفيلسوف الإسلامي أبو بكر (ابن طفيل) في القرن الثاني عشر رواية عربية خيالية «حي بن يقظان» كرد فعل على كتاب الغزالي «تهافت الفلاسفة»، ثم كتب الفيلسوف الإسلامي ابن النفيس في القرن الثالث عشر «الرسالة الكاملية في السيرة النبوية» كرد فعل على «حي بن يقظان». غالبًا ما أوضح الفيلسوف الألماني فريدريش نيتشه أفكاره في صيغ أدبية، وأبرزها في كتاب «وهكذا تكلم زرادشت»، وهو سرد معاد تخيله لتعاليم زرادشت. كتب ماركيز دي ساد وآين راند روايات عمل فيها شخصيات كأبواق للمواقع الفلسفية، ويتصرف وفقًا لها في الحبكة. كان جورج سانتايانا أيضًا فيلسوفًا كتب الروايات والشعر؛ وتظهر العلاقة بين شخصيات سانتايانا ومعتقداته أكثر تعقيدًا. يشمل الوجوديون مؤلفين فرنسيين مهمين استخدموا الخيال لنقل وجهات نظرهم الفلسفية؛ وتشمل هذه رواية جان بول سارتر «الغثيان»، ومسرحية «لا مخرج». ورواية ألبرت كامو «الغريب». يشكل إنتاج موريس بلانشوت الخيالي بأكمله والذي تشمل عناوينه: «جنون اليوم»، و«كتابة الكوارث» مجموعة أساسية لا غنى عنها لمعالجة العلاقة بين الفلسفة والأدب. وكذلك الحال بالنسبة لرواية جاك دريدا «بطاقة البريد: من سقراط إلى فرويد وما بعده».
كان لعدد من الفلاسفة تأثير مهم على الأدب. ربما كان آرثر شوبنهاور الفيلسوف الحديث الأكثر نفوذًا في تاريخ الأدب إلى حد كبير نتيجة لنظامه الجمالي. تلمح روايات توماس هاردي اللاحقة مرارًا وتكرارًا إلى موضوعات شوبنهاور، لا سيما في «يهوذا الغامض». كان لشوبنهاور تأثير مهم على جوزيف كونراد أيضًاً. كان لشوبنهاور تأثير أقل تحديدًاً ولكنه منتشر على نطاق واسع على الحركة الرمزية في الأدب الأوروبي. يشير ليونيل جونسون أيضًا إلى جماليات شوبنهاور في مقالته «فون المثقف». لطالما كان لجاك دريدا تأثير كبير على ما يسمى بالفلسفة القارية وفهم دور الأدب في الحداثة.

### الكتابة الفلسفية والأدب
لا يزال يُقرأ لعدد من الفلاسفة بسبب مزايا كتابتهم الأدبية لأعمالهم بصرف النظر عن محتواها الفلسفي. الفلسفة في تأملات الإمبراطور الروماني ماركوس أوريليوس هي رواقية غير أصلية، لكن التأملات لا تزال تقرأ بسبب جدارتها الأدبية والنظرة الثاقبة التي تقدمها في أفكار عقل الإمبراطور.
تشتهر فلسفة آرثر شوبنهاور بجودة وقابلية نثرها، وكذلك بعض أعمال التجريبيين البريطانيين مثل لوك وهيوم. غالبًا ما يُنظر إلى أسلوب سورين كيركيجارد على أنه فن شعري وفلسفي، خاصة في «الخوف والارتعاش» و«إما/ أو». غالبًاً ما تشبه أعمال فريدريش نيتشه مثل «هكذا تكلم زرادشت» الشعر النثري وتحتوي على الصور والتلميحات بدلاً من الجدال.
عمل الفيلسوف أكسفورد جيلبرت رايل المدعو “متعة”. رايل من بين الشخصيات المهيمنة في الفلسفة التحليلية في منتصف القرن. كان أيضًا كاتبًا نثريًا منمقًا للغاية، وصاغ عبارات رائعة مثل “الشبح في الآلة”. وبرتنارد راسل الذي حصل بالفعل على نوبل بالآداب رغم أن كتاباته تتناول مواضيع منطقية ورياضية معقدة.